# Департамент информационной службы Гонконга
Департамент информационной службы Гонконга является департаментом по связям с общественностью правительства Гонконга, выполняющее функции его консультанта, издателя, рекламного агента и информационного агентства. Оно является связующим звеном между администрацией и СМИ. Оно пытается повысить информированность общественности о политике, решениях и действиях правительства.

## Структура
- Отдел по местные связям с общественностью
- Отдел рекламы и рекламных акций
- Отдел по связям с общественностью за пределами Гонконга
- Администрация